# Enteucha acetosae
The Pigmy Sorrel Moth (Enteucha acetosae) là một loài bướm đêm thuộc họ Nepticulidae. Nó được tìm thấy ở Thụy Điển tot Pyrenees, Alps và Serbia và from Ireland to România.
Sải cánh dài 3–4 mm. There are two to three generations in miền tây và central Europe
Ấu trùng ăn Rumex acetosa, Rumex alpestris và Rumex acetosella. The mine the leaves of their host plant. 